# Challenger de Tanger

El Morocco Tennis Tour - Tanger es un torneo profesional de tenis disputado en pistas de polvo de ladrillo.Pertenece al ATP Challenger Series. Se juega desde el año 2008 sobre tierra batida , en Tanger, Marruecos.

## Palmarés

### Individuales
| Año  | Campeón           | Finalista               | Resultado        |
| ---- | ----------------- | ----------------------- | ---------------- |
| 2010 | Stéphane Robert   | Oleksandr Dolgopolov Jr | 7–6(5), 6–4      |
| 2009 | Marc López        | Pere Riba               | 5–7, 6–4, 7–6(9) |
| 2008 | Marcel Granollers | Daniel Gimeno-Traver    | 6–4, 6–4         |

### Dobles
| Año  | Campeones                            | Finalistas                            | Resultado         |
| ---- | ------------------------------------ | ------------------------------------- | ----------------- |
| 2010 | Steve Darcis Dominik Meffert         | Uladzimir Ignatik Martin Kližan       | 5–7, 7–5, [10–7]  |
| 2009 | Augustin Gensse Éric Prodon          | Giancarlo Petrazzuolo Simone Vagnozzi | 6–1, 7–6(3)       |
| 2008 | Miguel Ángel López Jaén Iván Navarro | Marc López Gabriel Trujillo-Soler     | 6–3, 6–7(5), 11–9 |